# Mleczaj dębowy

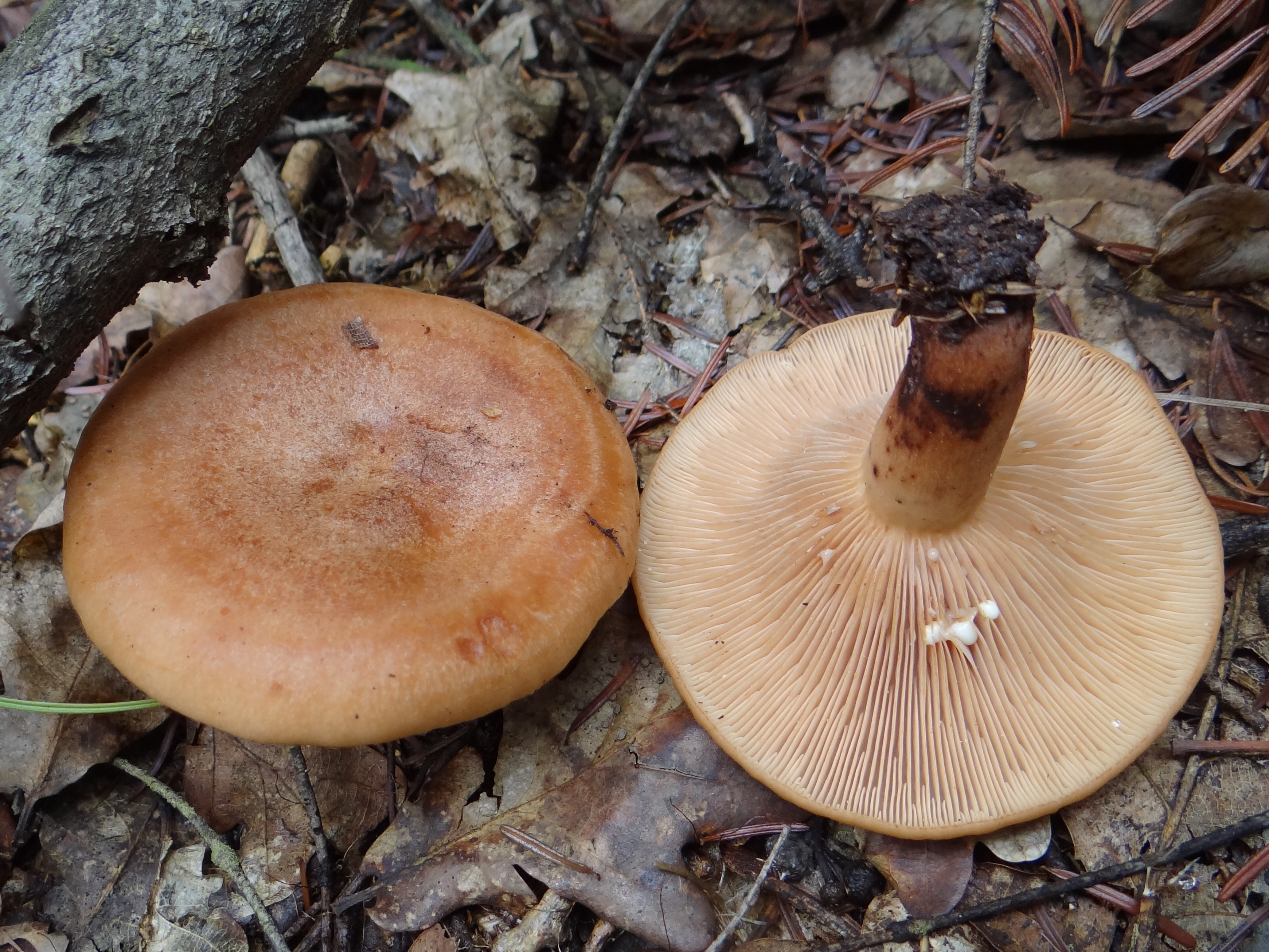

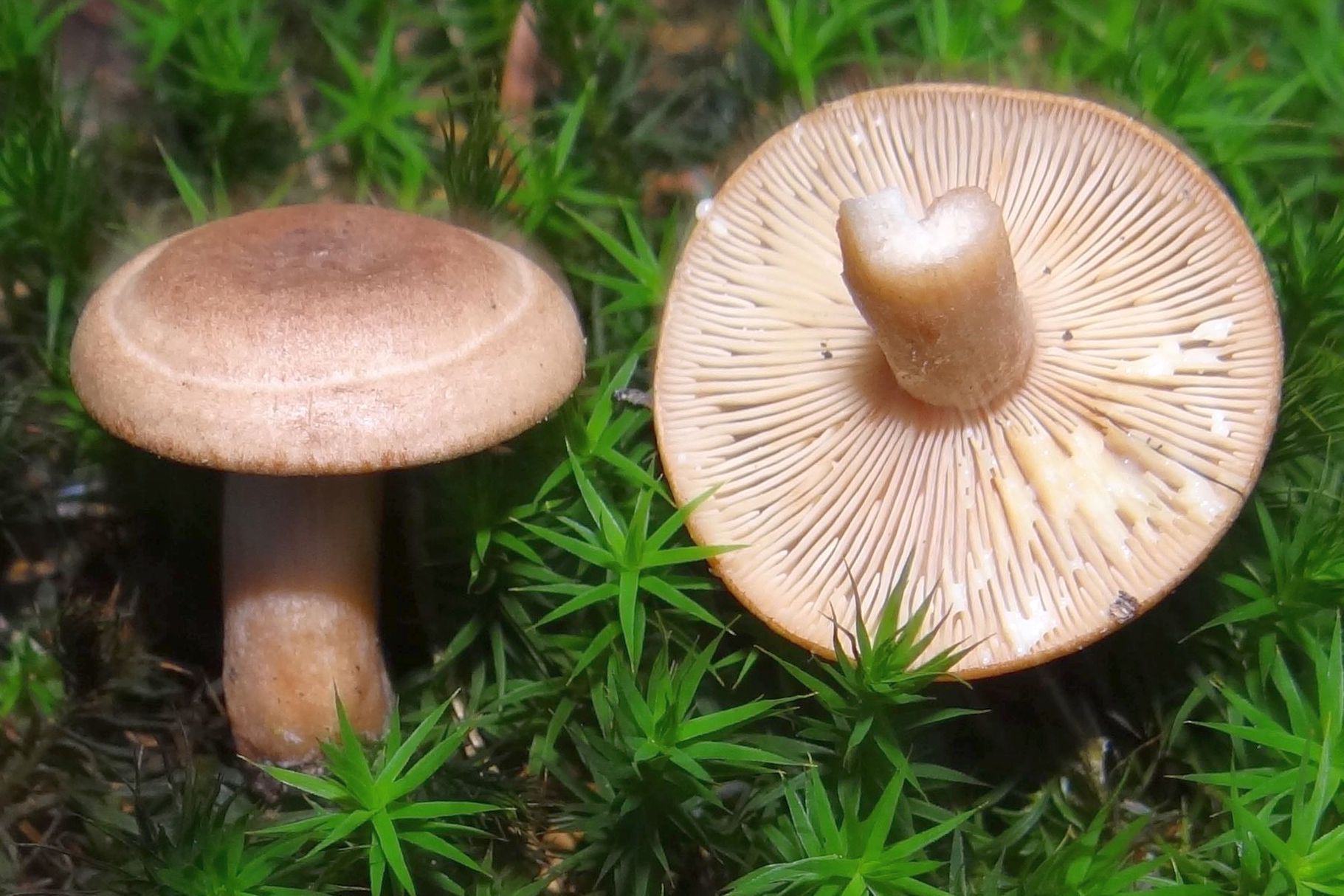

Mleczaj dębowy (Lactarius quietus (Fr.) Fr.) – gatunek grzybów należący do rodziny gołąbkowatych (Russulaceae).

## Systematyka i nazewnictwo
Pozycja w klasyfikacji według Index Fungorum: Craterellus, Cantharellaceae, Cantharellales, Incertae sedis, Agaricomycetes, Agaricomycotina, Basidiomycota, Fungi.
Po raz pierwszy takson ten zdiagnozowany został taksonomicznie przez Eliasa Friesa jako Agaricus quietus w drugim tomie „Systema mycologicum” z 1821 r. Do rodzaju Lactarius został przeniesiony przez tego samego autora w „Epicrisis systematis mycologici” z 1838.
Nazwę polską nadał Władysław Wojewoda w 2003 r., dawniej gatunek ten przez Franciszka Błońskiego opisywany był jako gołąbek miły. Synonimy:

- Agaricus quietus Fr. 1821
- Galorrheus quietus (Fr.) P. Kumm. 1871
- Lactarius quietus var. incanus Hesler & A.H. Sm. 1979
- Lactarius quietus (Fr.) Fr. 1838 var. quietus
- Lactarius quietus var. unicolor Fr. 1863
- Lactifluus quietus (Fr.) Kuntze 1891[3].

## Morfologia
Kapelusz
Średnicy 3–8 cm, u młodych owocników wypukły, potem płaski, po dojrzeniu nieco wgłębiony lub lejkowaty, zawsze bez garba. Brzeg początkowo podwinięty, potem pofalowany. Powierzchnia sucha, matowa, o barwie od czerwonobrązowej przez cynamonowobrązową do mięsnobrązowej, czasami z delikatnymi koncentrycznymi prążkami. W okresie suchej pogody blaknie.
Hymenofor
Blaszkowy, blaszki dość gęste, zbiegające. Początkowo są białawe, później siwożółte, w końcu cynamonowobrązowe. Na ich ostrzach występują brązowe plamki, u dojrzałych owocników oprószone są zarodnikami.
Trzon
Wysokość 3–10 cm, grubość 0,6–1,7 cm, walcowaty. Powierzchnia gładka, o podobnej barwie jak kapelusz, przy podstawie czerwona. Po uciśnięciu zmienia barwę na brązowoczerwoną.
Miąższ
Zbudowany jest z kulistawych komórek powodujących ich specyficzną kruchość i nieregularny przełam. Smak łagodny, czasem nieco gorzki zapach przypominający tran lub pluskwiaki (Hemiptera).
Mleczko
Młode owocniki obficie wydzielają mleczko, starsze słabo. Jest ono białe z kremowym odcieniem, w smaku łagodne, jednak po dłuższej próbie pozostawiające gorzkawy smak.
Cechy mikroskopowe;
Wysyp zarodników jasnożółty. Zarodniki owalno-kulistawe, o wymiarach 7–8 × 6,5–7 μm, o powierzchni pokrytej brodawkami połączonym siatkowatym wzorem. Podstawki mają rozmiar 40-45 × 8–10 μm. Występują pleurocystydy i cheilocystydy, te ostatnie są liczniejsze. Mają wrzecionowaty kształt i rozmiar 40–45 × 5–10 μm.
Gatunki podobne
Wśród grzybów o morfologicznie zbliżonych owocnikach wymienia się gatunki: mleczaj bukowy (Lactarius subdulcis), mleczaj bagienny (Lactarius lacunarum), mleczaj rudy (Lactarius rufus), mleczaj obrączkowy (Lactarius rubrocinctus), mleczaj kamforowy (Lactarius camphoratus).

## Występowanie i zasięg
Rozprzestrzeniony na całym świecie, poza Antarktydą występuje na wszystkich kontynentach, oraz na wielu wyspach. W Europie na północy jego zasięg sięga aż po archipelag Svalbard. W Polsce jest pospolity.
Rośnie na ziemi w lasach liściastych i mieszanych, zwłaszcza w obecności dębów. W Europie wytwarza owocniki od czerwca do października. Badania naukowe wykazały, że tworzy mykoryzę wyłącznie z dębem.

## Znaczenie
Grzyb mykoryzowy. Owocniki są jadalne, w celach spożywczych poleca się ich smażenie, podczas którego znika nieprzyjemny aromat. W przypadku stwierdzenia gorzkiego posmaku surowych owocników przed przyrządzaniem należy je sparzyć. Zazwyczaj jednak nie jest zbierany w celach spożywczych.